# Новопокровка (Луганская область)
Новопокро́вка (укр. Новопокровка) — село, относится к Белокуракинскому району Луганской области Украины.
Население по переписи 2001 года составляло 11 человек. Почтовый индекс — 92212. Телефонный код — 6462. Занимает площадь 0,168 км². Код КОАТУУ — 4420988208.

## Местный совет
92212, Луганська обл., Білокуракинський р-н, с. Червоноармійське  (укр.)